# Internet2
Internet2（インターネット2）とは、アメリカ合衆国の最先端ネットワーキングコンソーシアムであり、研究教育コミュニティ、企業、政府機関などがメンバーとして参加している。正確な表記は"the Internet"。

## 概要
2018年現在 Internet2 には、331の高等教育機関、65の企業、43の研究教育ネットワーク、60の提携会員や接続業者が参加している。
運営している Internet2 ネットワークは次世代 Internet Protocol と光ファイバーネットワークからなり、研究・教育で必要とされる高性能なネットワークサービスを提供し、セキュアなネットワーク評価・研究環境を提供する。2007年後半、最新の dynamic circuit network である Internet2 DCN の運用を開始。ユーザ毎の広帯域データ回線を光ファイバーネットワーク上に割り当てる最先端技術である。
地域のネットワークや接続業者を通してアメリカ国内の6万を越える教育・研究・政府機関や重要組織が接続しており、小中学校から大学、公立図書館、博物館、医療機関などが含まれる。
Internet2コミュニティは単一組織の範囲を超えて新たなネットワーク技術の開発・展開に貢献しており、インターネットの未来にとって重要な役割を担っている。その技術には、大規模ネットワークの性能測定・管理ツール、単純でセキュアなアイデンティティ管理とアクセス管理のツール、要求に応じた広帯域・高性能の仮想回線の生成とスケジューリングなどの高度な機能が含まれる。
Internet2はオープンな管理の構造とプロセスを持ち、会員主導で運営されている。会員はいくつかの諮問委員会に加わり、様々な作業部会やSIGで協働し、春と秋に開催される会議に参加し、戦略的計画策定に参加することを促されている。
2016年、中国科学技術大学において人工衛星と地上間のおよそ1,200キロを量子で通信することに成功している。

## 歴史
インターネットが広く認知され使われるようになると、相互に協力している研究者間でのデータ転送の要求が大きくなり、まず大学でさらなる高性能なネットワークを求める声が上がった。例えば、データマイニング、医用画像処理、素粒子物理学などの用途で高性能を求められた。それに応えて、1995年、アメリカ国立科学財団 (NSF) とMCIがvBNS (Very high-speed Backbone Network Service) を構築。これは主に教育機関とスーパーコンピュータを繋ぐためのものだった。そして、「次世代インターネット」という概念が生まれる。NSFの契約が切れると、vBNSは主に政府機関にサービスを提供するようになる。結果として、研究・教育コミュニティは独自のネットワークのニーズを満たすべく Internet2 に資金を出すことになった。
Internet2 プロジェクトは1996年、EDUCOM（後のEDUCAUSE）の後援の下で34の大学の研究者らによって始まった。正式な組織は1997年、University Corporation for Advanced Internet Development (UCAID) という非営利団体として発足。その後名称を Internet2 に変更し、"Internet2" を登録商標とした。本部はミシガン州アナーバーにあり、ワシントンD.C.にもオフィスがある。
1998年、クエストと提携し最初のInternet2ネットワークであるアビリン・ネットワークを構築。また、Internet2コミュニティとしてナショナル・ラムダレール (NLR) プロジェクトの主要出資者となった。2004年から2006年にかけて、Internet2 と NLR は合併の可能性について幅広い議論をおこなった。この話し合いは2006年春に一旦打ち切られ、2007年3月に再開されたものの、見解の相違を埋められず2007年秋には最終的に打ち切られた。
2006年、Level 3 Communicationsとの提携を発表し、新たな全国規模のネットワークを構築し、通信容量を10Gbit/sから100Gbit/sに拡大するとした。2007年10月、アビリン・ネットワークを正式に退役とし、新たな大容量ネットワークを Internet2 ネットワークと呼んでいる。
2023年現在、通信容量は30.4Tb/sである。

## 目的
Internet2は米国の研究教育コミュニティに対して、帯域幅要求を満たすネットワークを提供している。そのネットワークは、動的かつ頑強な光ファイバーによるパケット網である。バックボーンは30.4Tb/sで、320以上の教育機関、70以上の企業、65以上の非営利団体や政府機関が100Gbps以上で接続しており、最大800Gbpsのシングルキャリアリンクが用意されている。
Internet2 コンソーシアムの掲げている目的は次の通り。
- 最先端ネットワークの開発・運用
- 新世代アプリケーションの使用を通して、ブロードバンド接続の能力を十分に利用する。
- 新しいネットワークサービスとその応用を教育のあらゆるレベルにもたらし、最終的にインターネット・コミュニティ全体に恩恵をもたらす。

このネットワークの用途は、協働的応用、分散研究実験、グリッドベースのデータ解析などから、ソーシャルネットワーキングまで幅広い。応用の一部は商用利用されているものもあり、例えば IPv6、オープンソースのセキュアなネットワーク接続用ミドルウェア、レイヤ2VPN、dynamic circuit network などがある。

## 応用賞
IDEA (Internet2 Driving Exemplary Applications) 賞は Internet2 が2006年から始めた賞で、先進的なネットワーク応用を表彰するものである。審査には多くの大学が参加し、以下の基準で行う。
- （現在の）利用者にとっての肯定的影響の大きさ
- 技術的長所
- 潜在的利用者数も考慮した影響の大きさ

受賞者は毎年春の会議で発表されている。